# وليام توماس ميرسر
ويليام توماس ميرسر (بالإنجليزية: William Thomas Mercer)‏ (17 أكتوبر 1821 - 23 مايو 1879) كان مسؤولا استعماريا بريطاني خدم في هونغ كونغ من 1844 إلى 1866.

## الحياة الشخصية
ميرسر تزوج من فتاة تدعى ماري فيليبس نيند، ولدت في هارغريف، بيركشاير، في سبتمبر 1862.